# Saint-Pierre (illa de la Reunió)
Saint-Pierre és un municipi francès, situat a l'illa de la Reunió. L'any 2006 tenia 74.480 habitants. Limita amb els municipis d'Entre-Deux, Petite-Île, Saint-Joseph, Saint-Joseph i Le Tampon. És la seu de l'administració de les Terres Australs i Antàrtiques Franceses.

## BarrisQuartiers
- Quartier de Basse-Terre.
- Quartier de Bassin Plat.
- Quartier de Bois d'Olives.
- Quartier de Casernes.
- Quartier du centre-ville.
- Quartier de Grands Bois.
- Quartier de la Ligne des Bambous.
- Quartier de la Ligne Paradis.
- Quartier de Pierrefonds.
- Quartier de la Ravine Blanche.
- Quartier de la Ravine des Cabris.
- Quartier de la Ravine des Cafres
- Quartier de Mont Vert les Bas et les Hauts.
- Quartier de Terre Sainte.

## Administració
| Període   | Identitat            | Partit |
| --------- | -------------------- | ------ |
| 1966-1982 | Paul-Alfred Isautier |        |
| 1982-2001 | Élie Hoarau          |        |
| 2001-     | Michel Fontaine      |        |